# Chenopodium californicum
Chenopodium californicum és una espècie de la família de les Amarantàcies que es distribueix per sud-oest dels Estats Units i el nord-oest de Mèxic. És una planta bulbosa que generalment es troba als llocs oberts de sorra i sòls d'argila.